# برواية يوسف (الهايي)
برواية يوسف (بالفارسية: بروایه یوسف) هي قرية وتقع في إيران في قسم الهايي الريفي. يقدر عدد سكانها بـ 409 نسمة بحسب إحصاء 2016.